# Nysätra, Nacka kommun

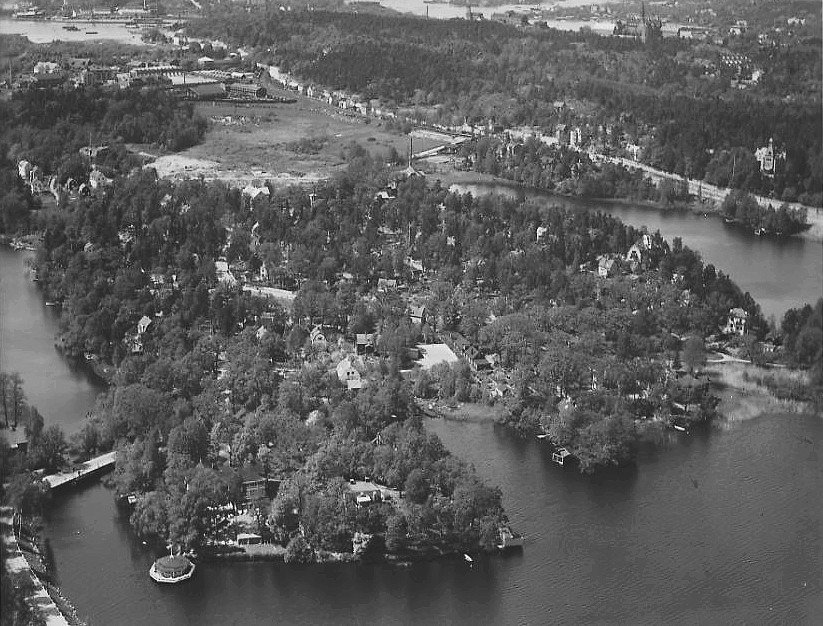
Nysätra mot väster med Nackanäs längst fram, 1936.

Nysätra är ett villaområde i kommundelen Sicklaön i Nacka kommun. Området utgörs av en udde som begränsas i norr av Kyrkviken i öster av Järlasjön och i söder av Sicklasjön. Nysätras ostligaste del kallas Nackanäs, känt genom det 1960 nedbrunna Nackanäs värdshus. Genom områdets södra del sträcker sig Nackanäsvägen som har sin fortsättning österut i Ältavägen. Större lokalgator är Nysätravägen som går i en slinga genom Nysätra och Fågelbovägen.

## Historik

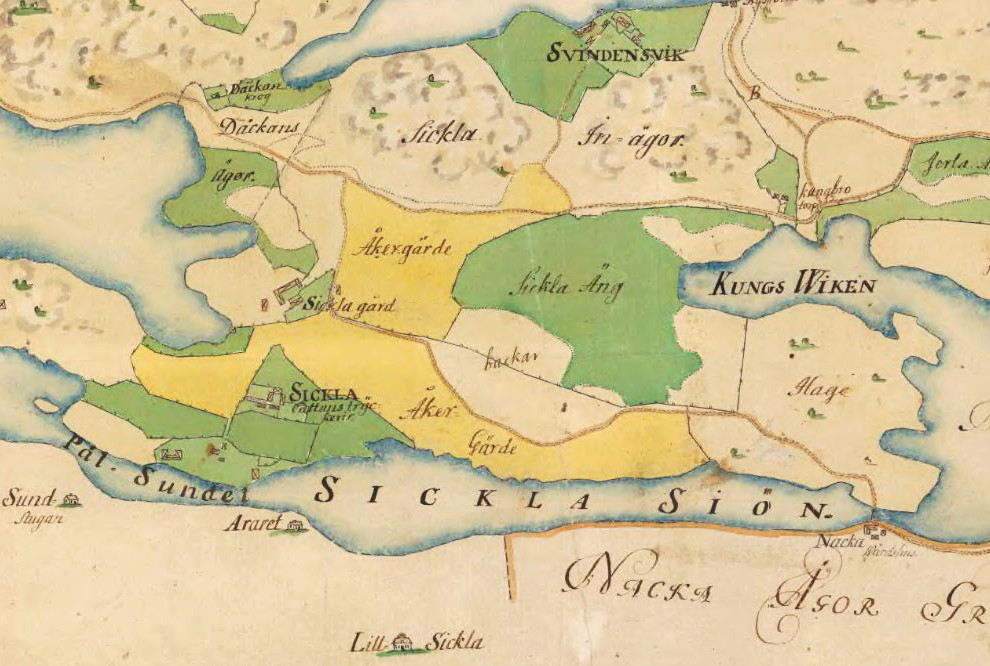
Stora Sickla gårds ägor 1774.

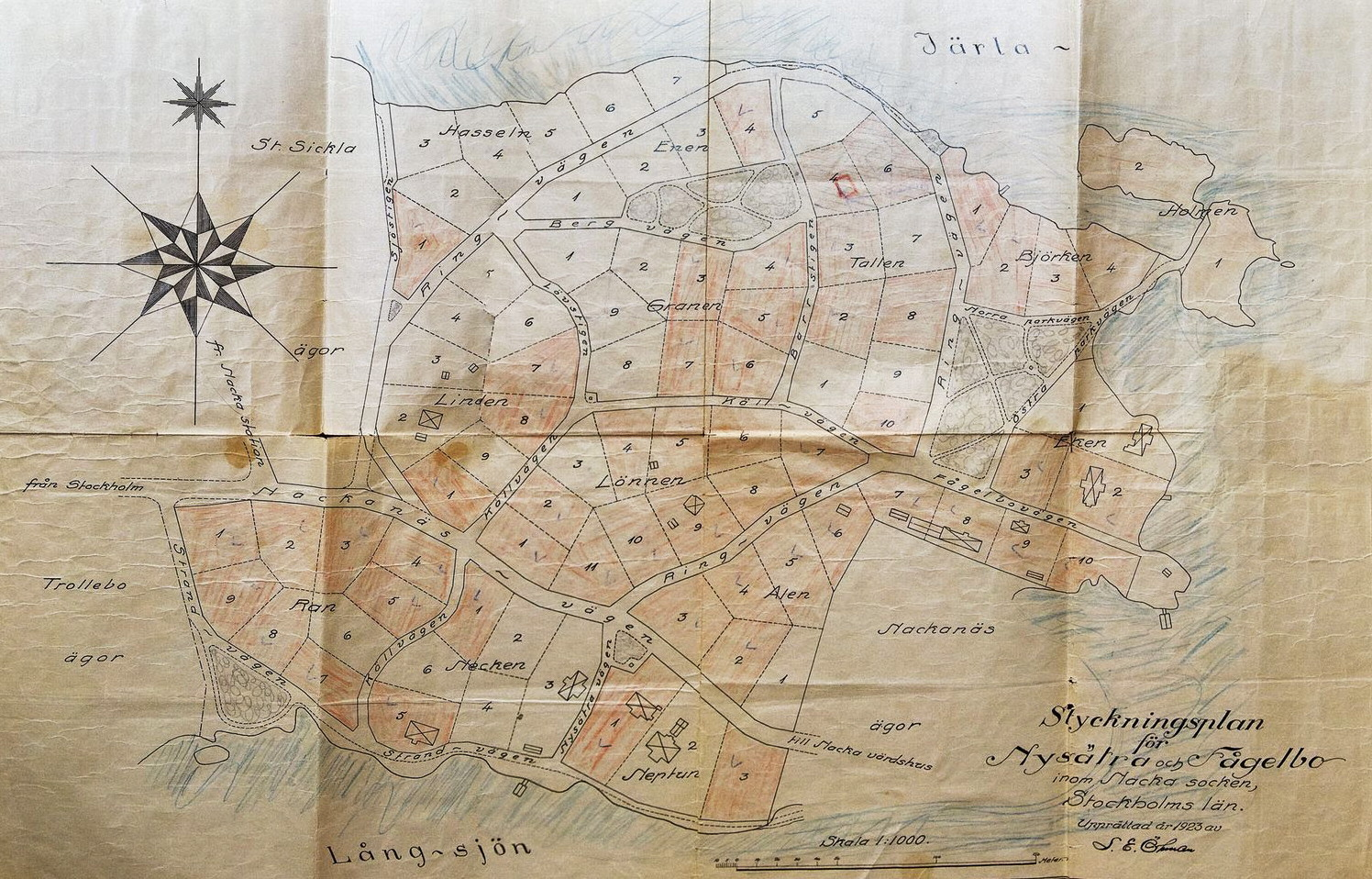
Styckningsplan för Nysätra, 1923.

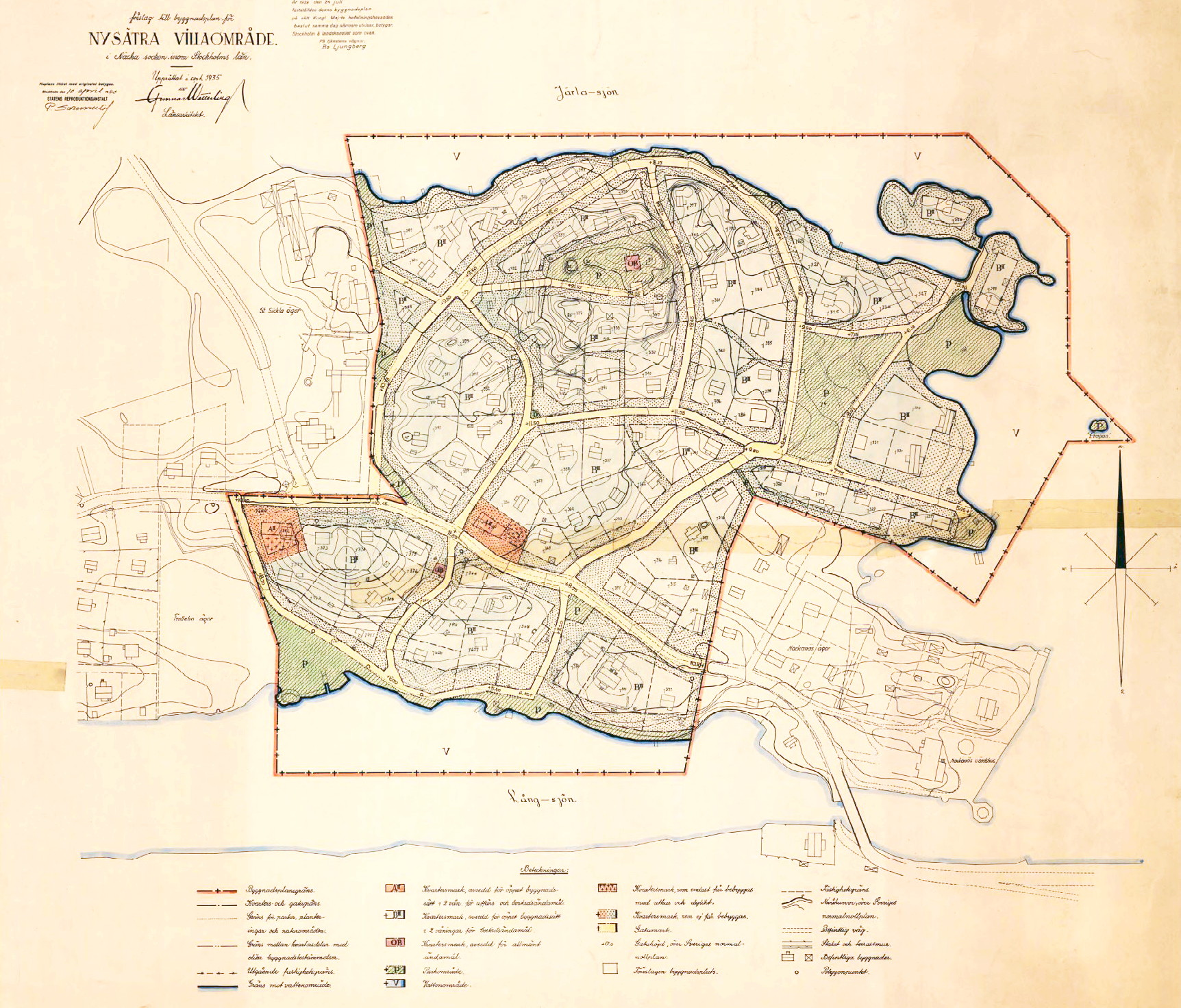
Stadsplan för Nysätra, 1935.

Namnet Nysätra betyder äng på utmark. Innan udden bebyggdes på 1800-talets slut med några sommarvillor fanns här odlingsmarker och torp som tillhörde Stora Sickla. På en karta över Stora Sicklas ägor från 1744 är dagens Nysätra markerat som hage. 
År 1865 började dåvarande ägaren till Sickla gård, Carl Strömbom, sälja delar av området. 1877 köpte vice häradshövdingen Karl Barthelsson ett område väster om Fågelbo och Nackanäs. 1896 följde ytterligare försäljningar. 1923 bildades Nysätra villaägareförening och samma år började man annonsera att villatomter skall säljas i ett naturskönt område intill Stockholm. För tomterna begärdes priser mellan 2:64 och 4:95 kronor per m² och intresset var stort. 1923 upprättades även en första styckningsplan för Nysäter och Fågelbo. Bakom planen stod stadsingenjören S.E. Öhman. Området Nackanäs med värdshuset utgjorde en egen fastighet och ingick inte. 
Öhman ritade ett mjukt slingrande, terränganpassad vägnät med huvudvägen kallad Ringvägen (dagens Nysätravägen). Planen tog även hänsyn till befintlig bebyggelse som skulle sparas. Udden styckades i 13 kvarter med namn som Hasseln, Enen, Granen, Tallen och Linden i norra delen och Necken samt Neptun i södra delen. Några kvartersnamn kom dock aldrig att fastställas. Flertalet tomter bebyggdes med villor på 1920- och 1930-talen. Styckningsplanen redovisade även två parker varav Fågelboparken är kvar.
Den fortfarande gällande stadsplanen för Nysätra (exklusive Nackanäs) upprättades 1935 av arkitekt Gunnar Wetterling och fastställdes i juli 1939. Stadsplanen följer i stora delar Öhmans styckningsplan och medgav bebyggelse med ”fristående bostadshus av villakaraktär”. Inom området förekom värdefull vegetation, övervägande ståtliga ekar, vilka delvis fick ingå i samhällets föreslagna parkområden. Bebyggelsen på Nysätras sydöstra del, som kallas Nackanäs, reglerades enligt föreskrifter från 1929.
Till äldre sommarvillor som byggdes före sekelskiftet 1900 hör Nysätra, Fågelbo, Ektorp och Lövhyddan. Villa Nysätra är fortfarande bevarad och ligger vid Nackanäsvägen 16. Nysätra uppfördes 1873 för vice häradshövdingen Karl Barthelsson och är ett bra exempel för tidens schweizerstil. Den främst kända byggnaden på Nysätra var Nackanäs värdshus belägen på Nackanäs. Värdshusrörelsen började under tullinspektören Johan Collin på 1860-talet. Senare ägare var vinhandlaren Johan Daniel Grönstedt och konditorn Ferdinand de la Croix. Värdshuset med sin åttkantiga sjöpaviljong blev ett populärt utflyktsmål under tio decennier. 
Värdshusets brygga var även en av stationerna som från och med 1863 anlöptes av ångslupen S/S Nackanäs (det fanns totalt tre ångfartyg med detta namn) på traden mellan Hammarby sjö och Järlasjön. När värdshuset förlorade sina spriträttigheter 1913 tappade ångslupen de passagerare som var nödvändiga för en ekonomisk drift och ångbåtstrafiken tvingades upphöra. Den 22 juni 1960 brann värdshuset ned. På platsen står idag tre moderna villor uppförda i början på 1980-talet.

## Bilder

Kolorerade vykort från omkring 1900.
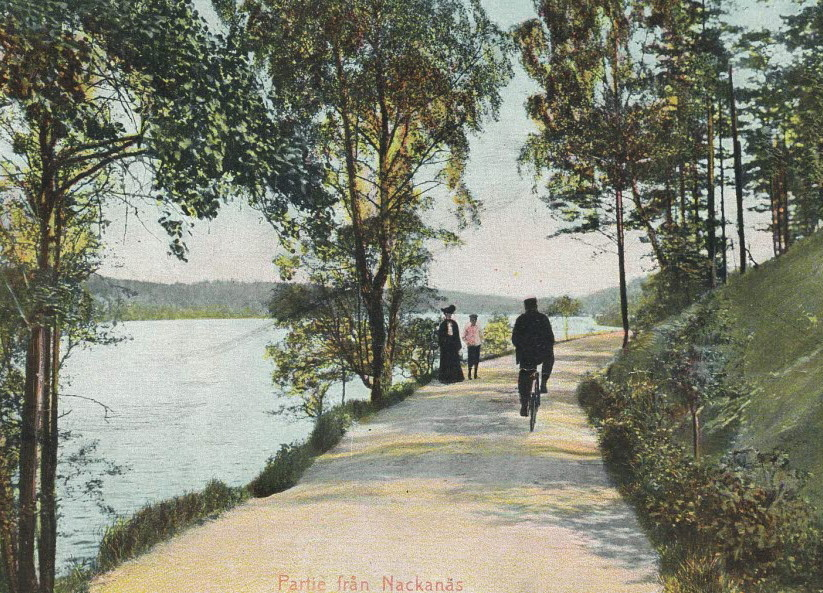
"Partie från Nackanäs".
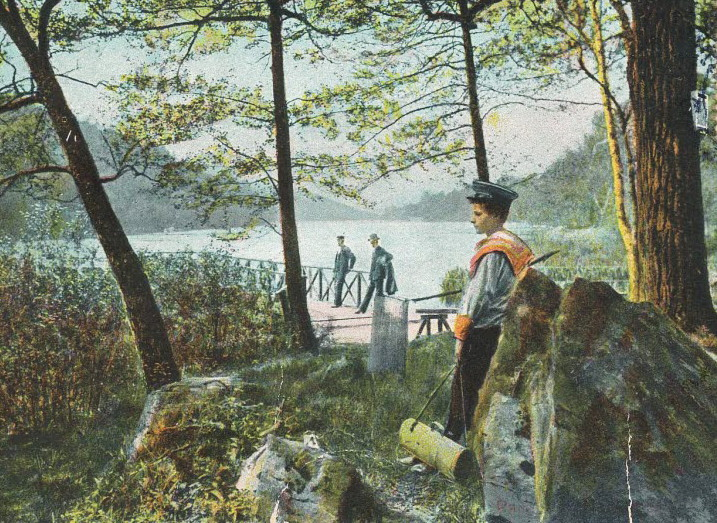
Promenadstråk vid Nackanäs i Nysätra.
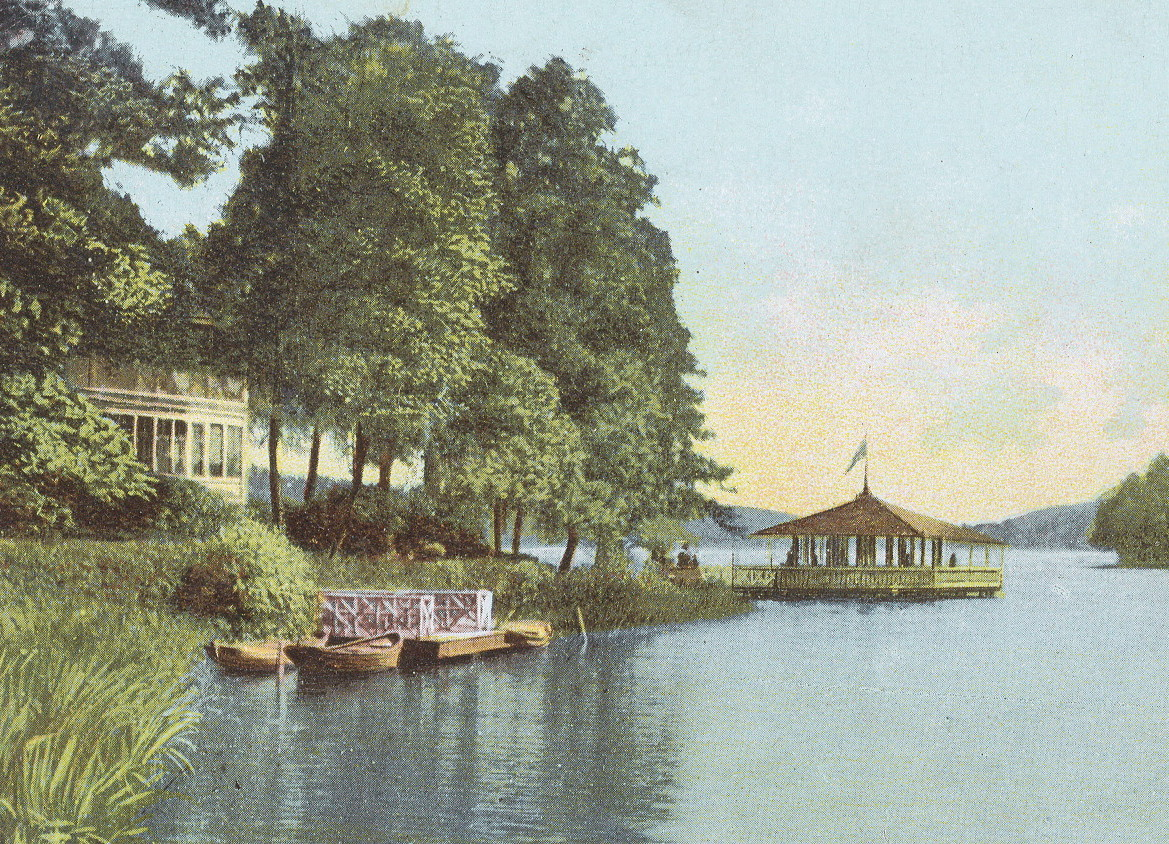
Nackanäs värdshus, bryggan och paviljongen.
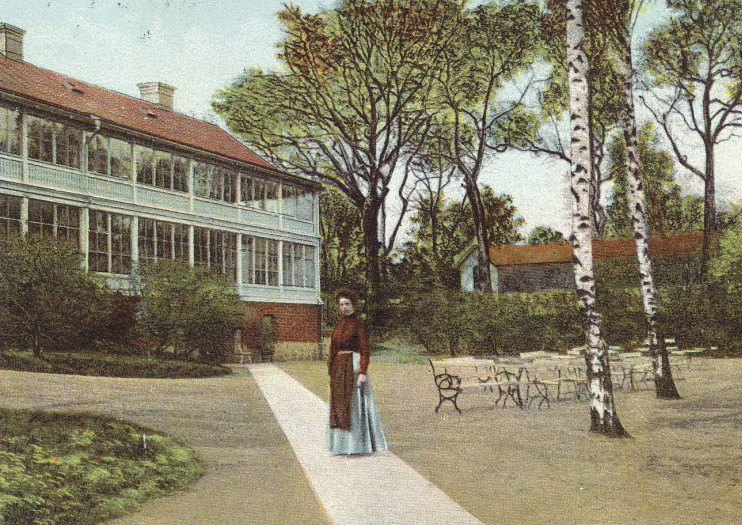
Nackanäs värdshus, huvudbyggnad.
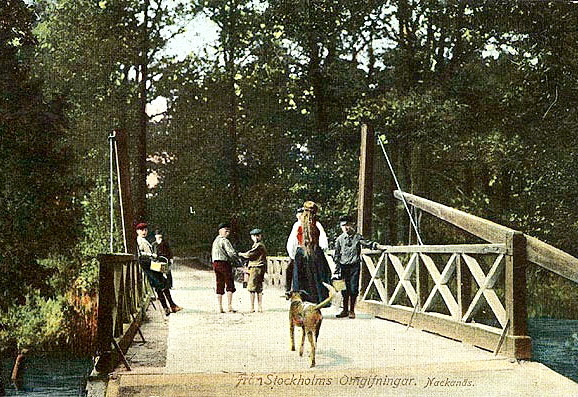
Nackanäsbron.

Villor (urval)
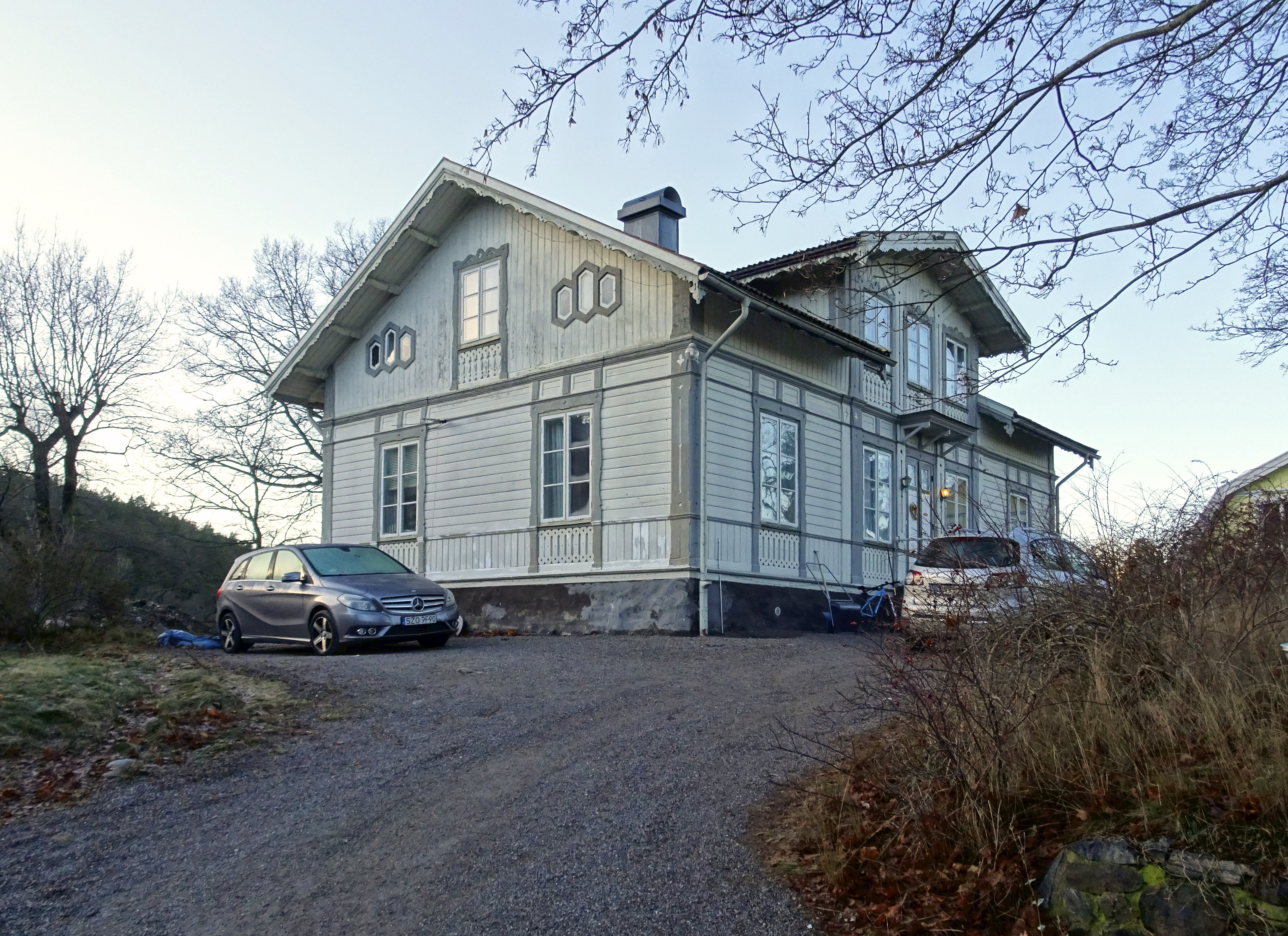
Villa Nysätra, Nackanäsvägen 16, byggår 1873.
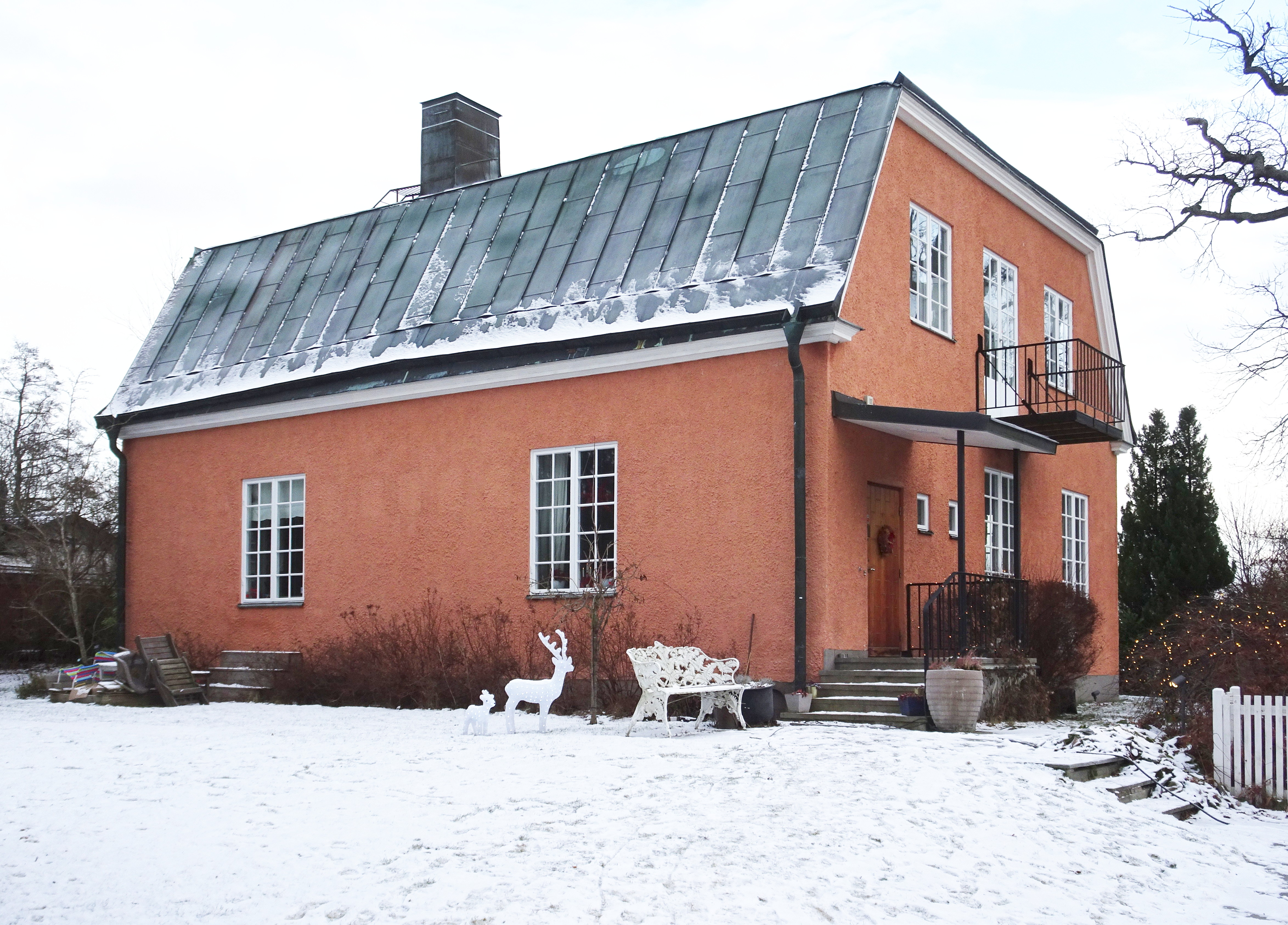
Villa Nackanäsparken 8, byggår 1913.
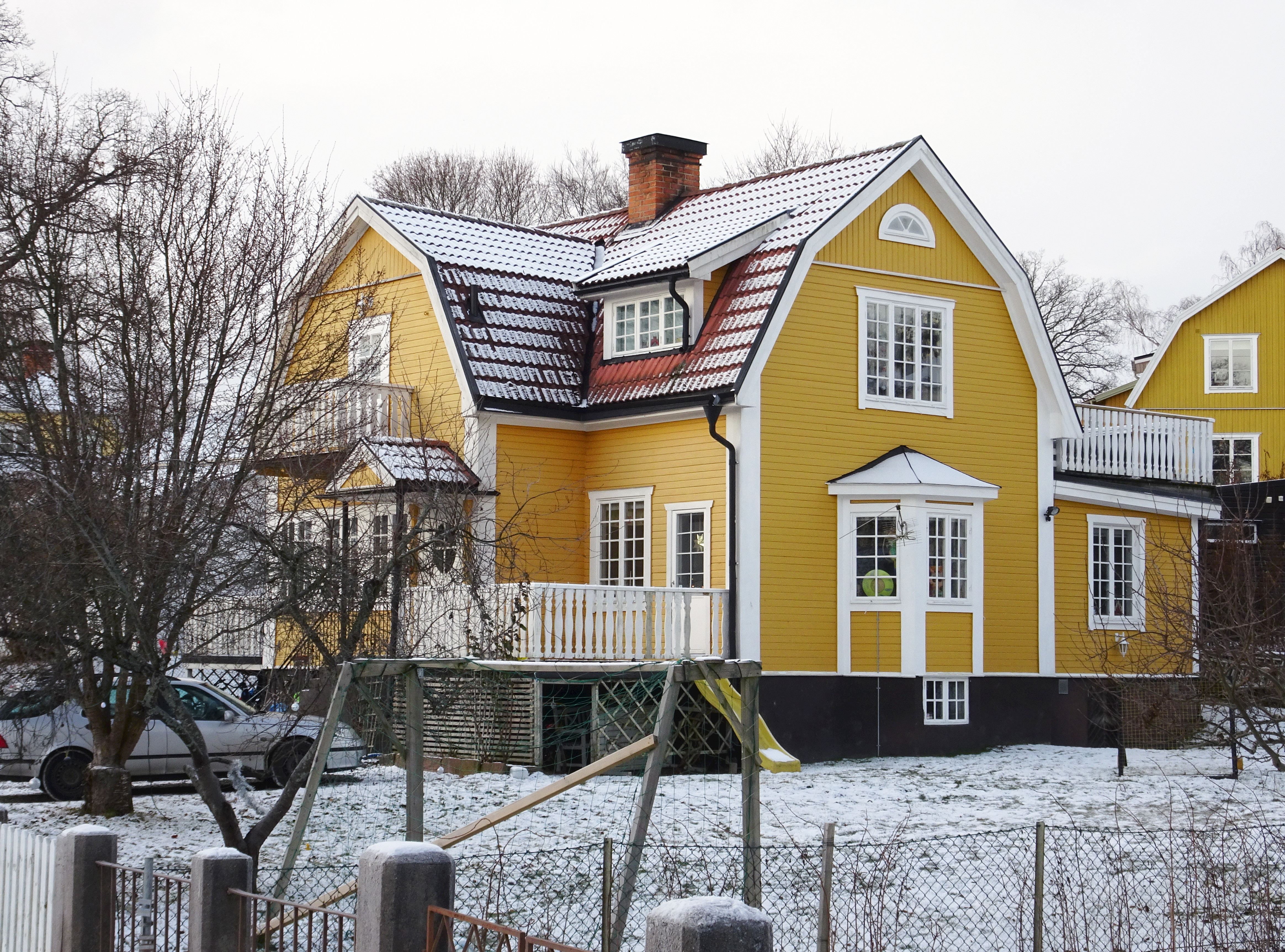
Villa Nysätravägen 32, byggår 1924.
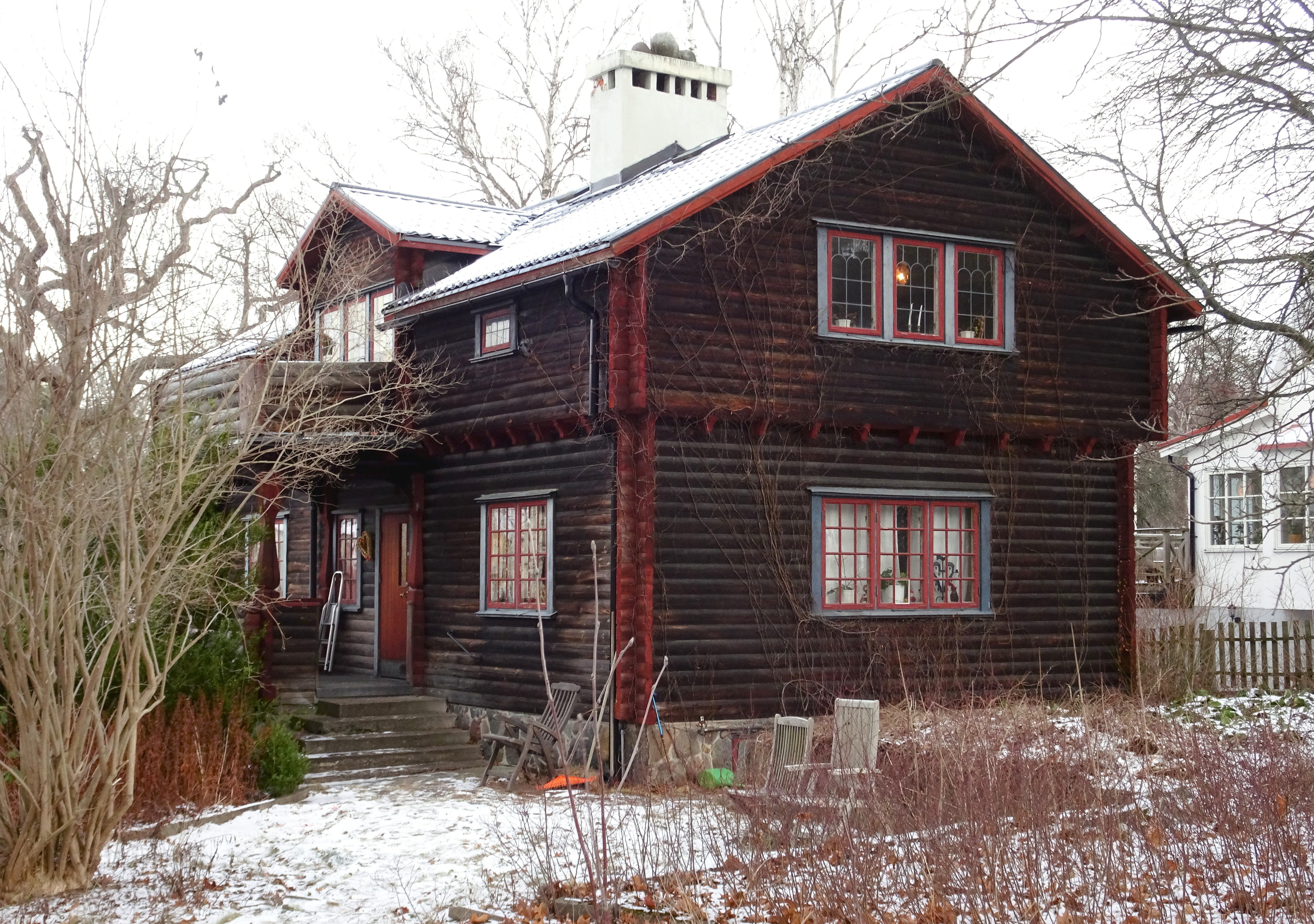
Villa Nackanäsvägen 13, byggår 1932.
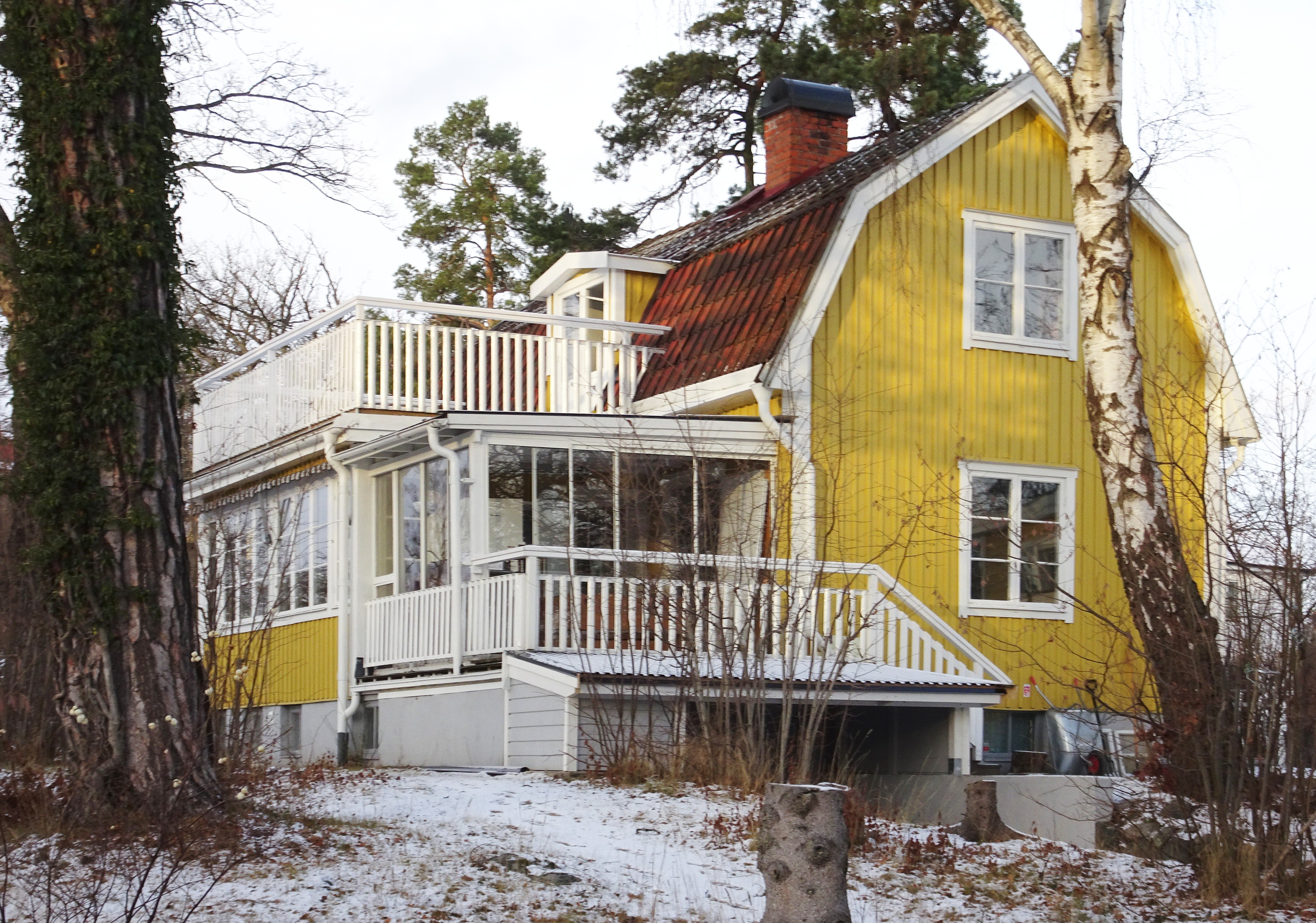
Villa Fågelbovägen 23, byggår 1935.

Annat
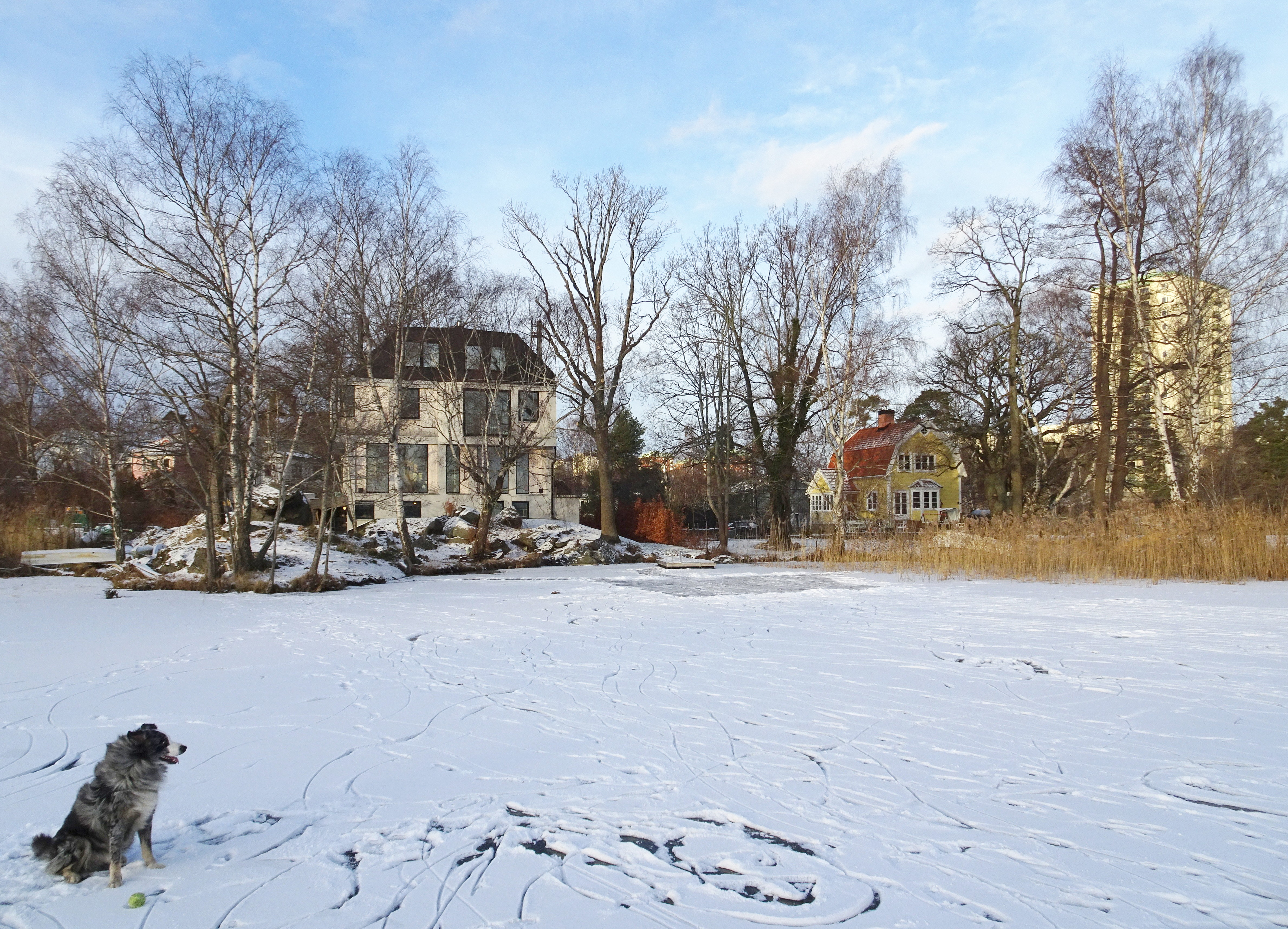
Nysätra (Holmen) vy från Järlasjön.
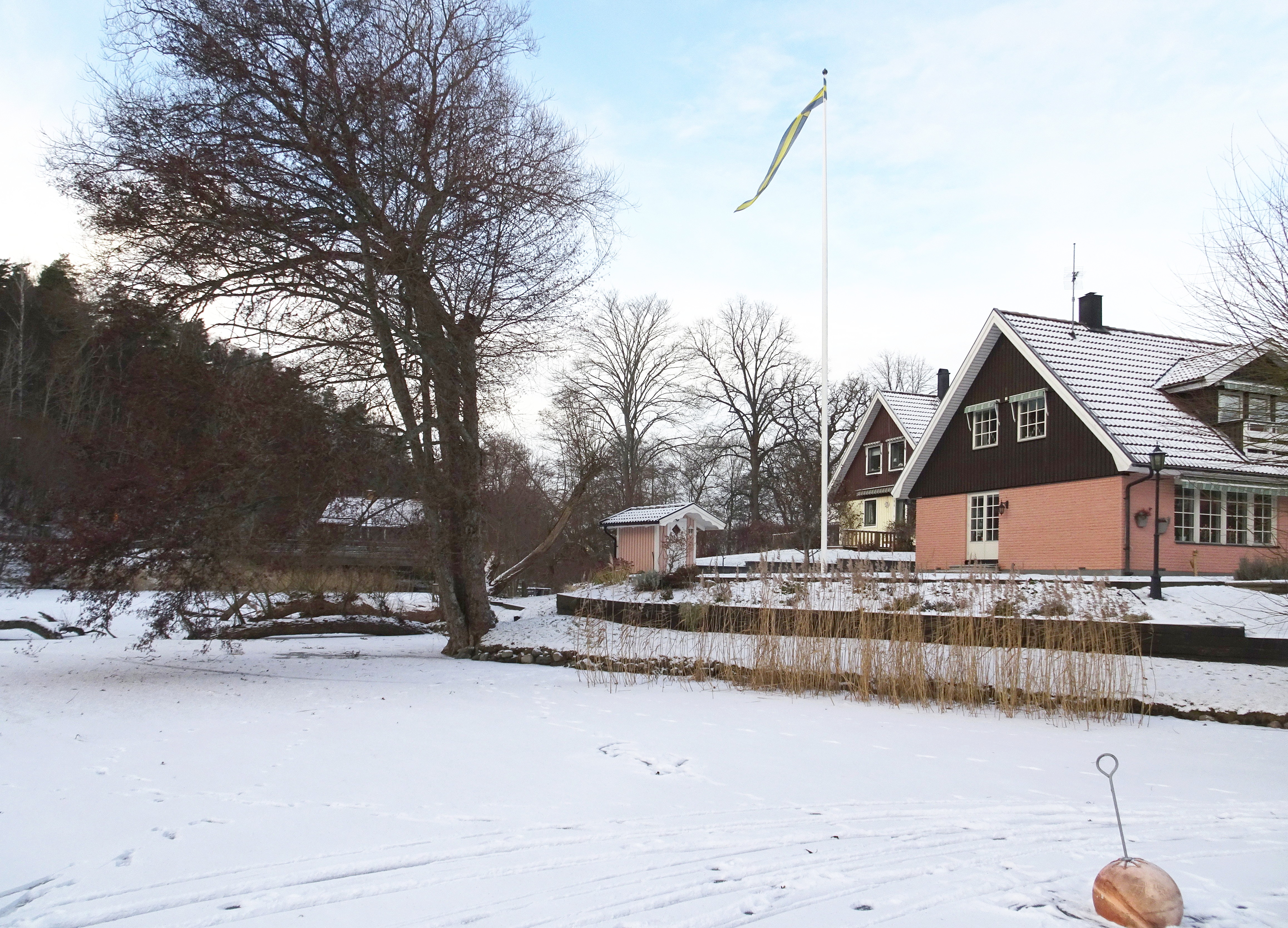
Tidigare platsen för Nackanäs värdshus.
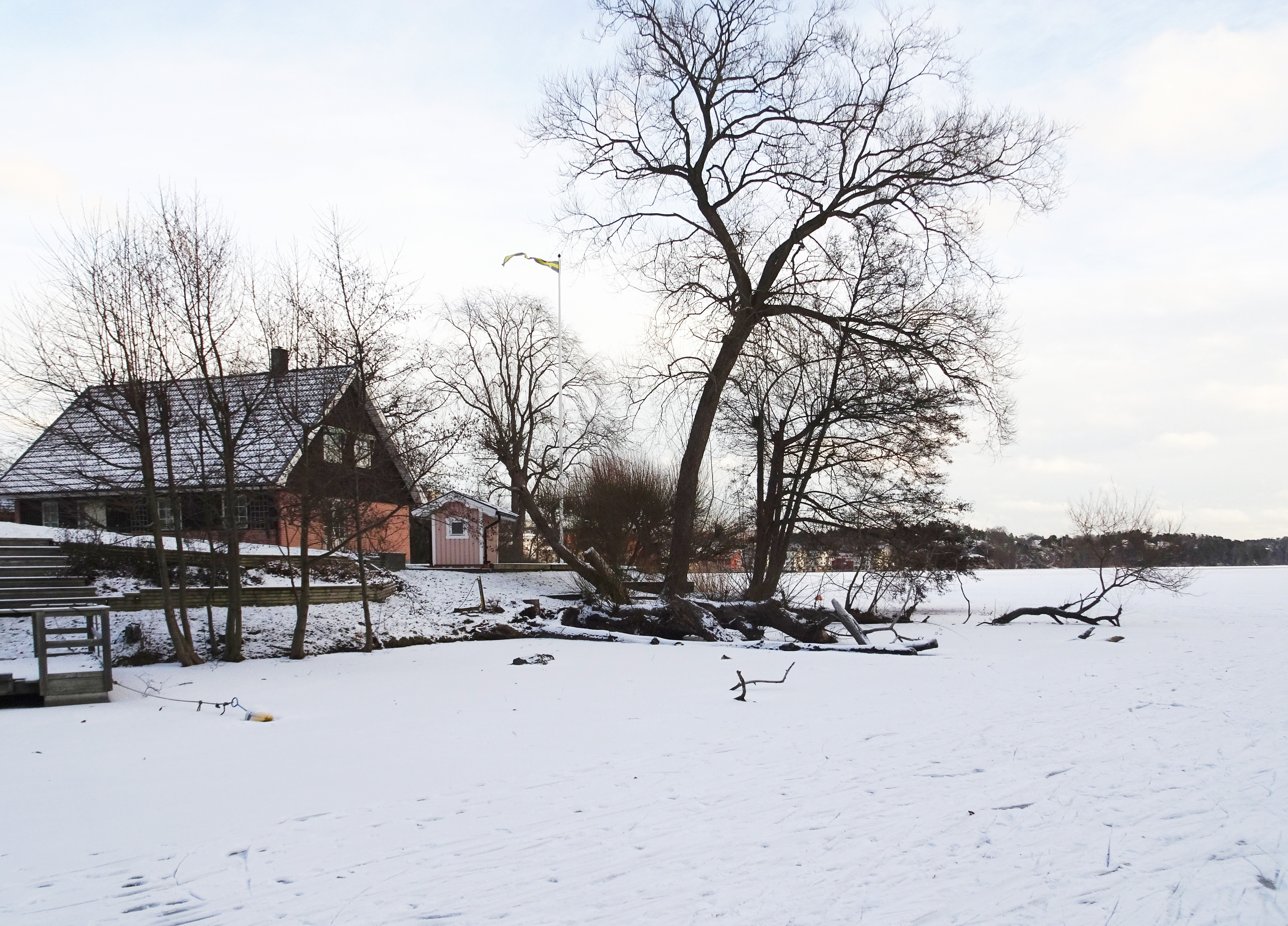
Vy österut mot Järlasjön.
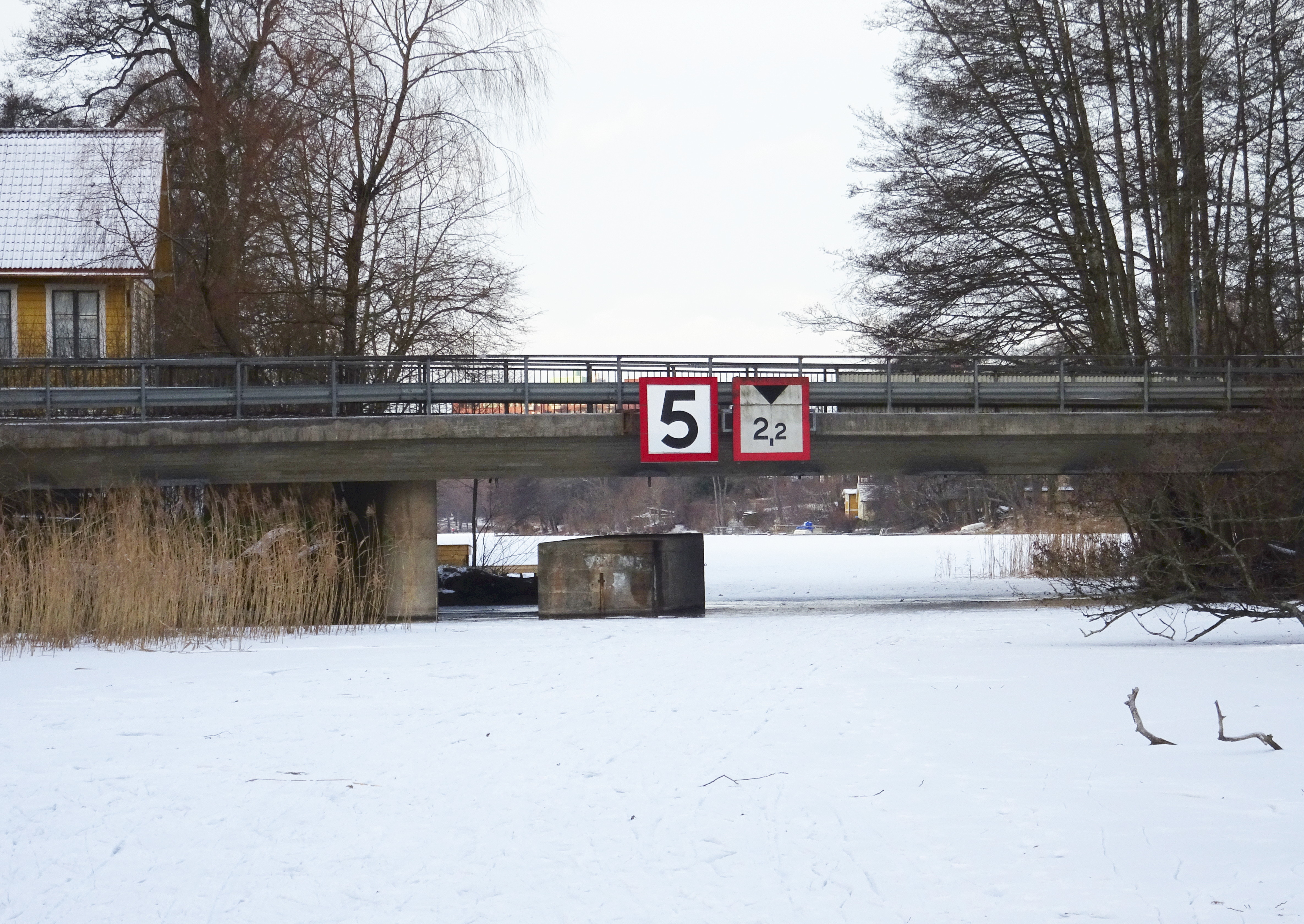
Nysätrabron med Sicklasjön i bakgrunden.
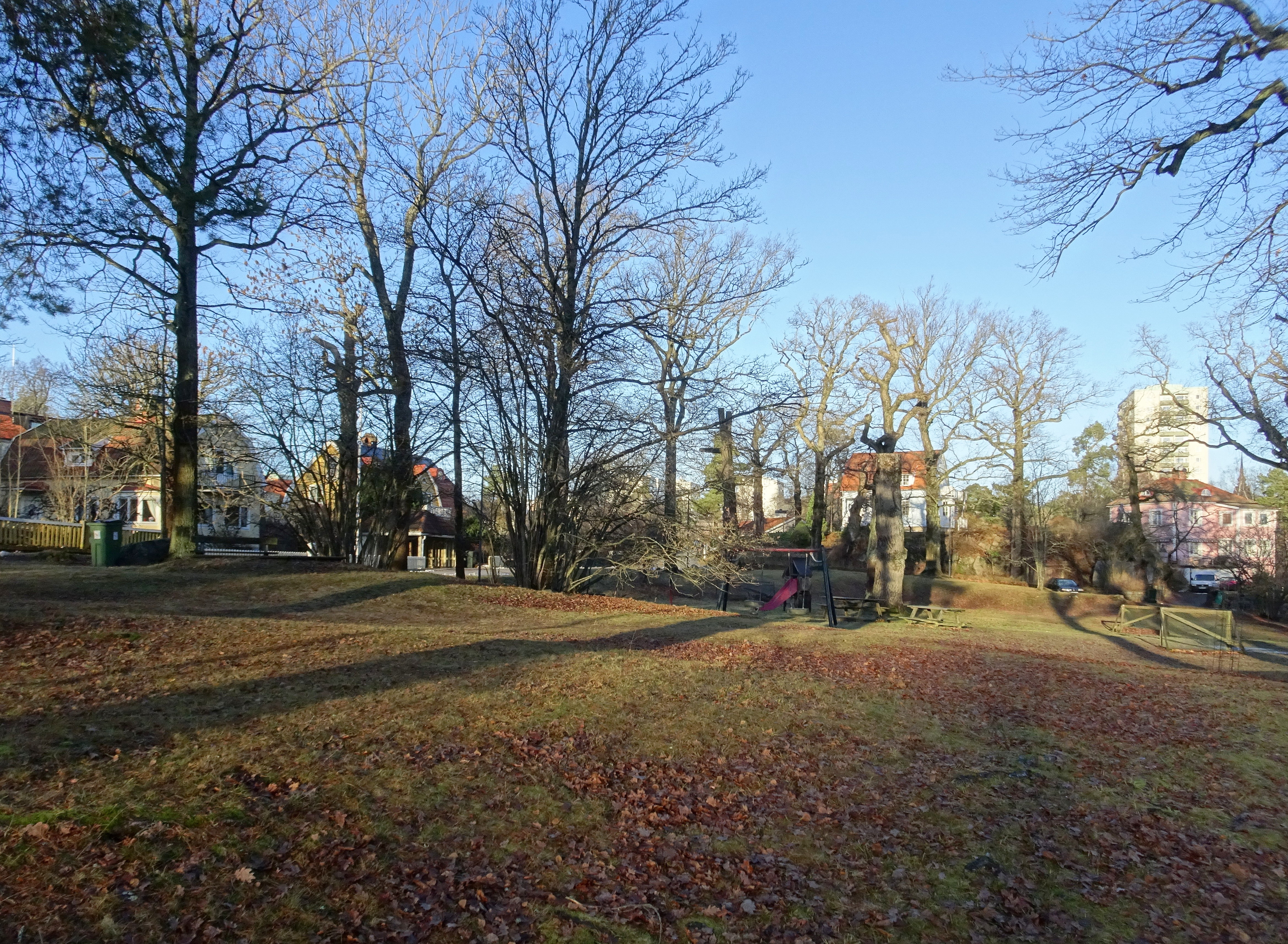
Fågelboparken.